# Доњи Свети Јован
Доњи Свети Јован (грч. Κάτω Άγιος Ιωάννης, Като Ајос Јоанис) је насељено место у општини Катерини у периферији Средишња Македонија, Грчка. Према попису из 2021. године било је 486 становника.
Насеље је 1913. године имало 289 житеља Грка. После 1924. године подигнута су три нова избегличка насеља у близини села, са истим називом а која су касније преименована. На попису из 1940 Доњи Свети Јован је имао 488 становника.